# Odo, hertig av Paris
Odo (eller Eudes), född cirka 860, död 1 januari 898, var frankisk robertingisk kung 888–898. Han var son till Robert den starke, greve av Anjou. Odo kallas ofta greve av Paris eller hertig av Frankrike.
Odos skicklighet och tapperhet i kampen mot attackerna från vikingar gjorde att han valdes till kung över västfrankiska riket då Karl den tjocke avsattes 887. Han kröntes i Compiègne i februari 888.
Odo fortsatte kampen mot vikingarna och besegrade dem bland annat vid Montfaucon-d'Argonne men blev snart involverad i maktkampen med den mäktiga adeln som stödde den karolingiske tronpretendenten Karl den enfaldige. För att stärka sin ställning sökte han stöd hos Arnulf, kung över det östfrankiska riket, men Arnulf valde 894 att gynna Karl. Efter en maktkamp som varade i tre år såg sig Odo tvungen att ge vika och han överlät ett område norr om Seine till sin rival. Han dog i La Fère 1 januari 898.